# Ster van Bessèges 2013
De wielerwedstrijd Ster van Bessèges 2013 (Frans: Étoile de Bessèges 2013) werd verreden van 30 januari tot en met 3 februari in Frankrijk. Het was de 43e editie van deze etappekoers. Ze maakte deel uit van de UCI Europe Tour 2013. De Fransman Jonathan Hivert won het eindklassement.

## Startlijst
| Cofidis | Vacansoleil-DCM | FDJ |
| - 1. Jérôme Coppel - 2. Stéphane Poulhiès - 3. Florent Barle - 4. Cyril Bessy - 5. Julien Fouchard - 6. Guillaume Levarlet - 7. Tristan Valentin - 8. Gert Jõeäär                               | - 11. Romain Feillu - 12. Kris Boeckmans - 13. Grega Bole - 14. Björn Leukemans - 15. Bert-Jan Lindeman - 16. Nikita Novikov - 17. Frederik Veuchelen - 18. Lieuwe Westra                          | - 21. Pierrick Fédrigo - 22. Anthony Geslin - 23. Anthony Roux - 24. Laurent Pichon - 25. Cédric Pineau - 26. Jérémy Roy - 27. Benoît Vaugrenard - 28. Arthur Vichot                       |
| Lotto-Belisol | Team Europcar | Euskaltel-Euskadi |
| - 31. Jonas Van Genechten - 32. Dirk Bellemakers - 33. Brian Bulgaç - 34. Francis De Greef - 35. Maarten Neyens - 36. Fréderique Robert - 37. Tosh Van der Sande - 38. Jurgen Van De Walle      | - 41. Thomas Voeckler - 42. Pierre Rolland - 43. Bryan Coquard - 44. Franck Bouyer - 45. Sébastien Chavanel - 46. Jérôme Cousin - 47. Damien Gaudin - 48. Cyril Gautier                            | - 51. Romain Sicard - 52. Jure Kocjan - 53. Pablo Urtasun - 54. Adrian Saez - 55. Ricardo Mestre - 56. Rubén Pérez - 57. Ricardo García                                                    |
| AG2R-La Mondiale | Argos-Shimano | Sojasun |
| - 61. Samuel Dumoulin - 62. Romain Bardet - 63. Maxime Bouet - 64. Axel Domont - 65. Hubert Dupont - 66. Sylvain Georges - 67. Domenico Pozzovivo - 68. Anthony Ravard                          | - 71. Warren Barguil - 72. Thomas Damuseau - 73. Georg Preidler - 74. Tobias Ludvigsson - 75. François Parisien - 76. Thomas Peterson - 77. Bert De Backer - 78. Matthieu Sprick                   | - 81. Anthony Delaplace - 82. Jimmy Engoulvent - 83. Jérémy Galland - 84. Jonathan Hivert - 85. Cyril Lemoine - 86. Rony Martias - 87. Evaldas Šiškevičius - 88. Yannick Talabardon        |
| Crelan-Euphony | Bretagne-Séché Environnement | Accent-Wanty |
| - 91. Frédéric Amorison - 92. Koen Barbé - 93. Sébastien Delfosse - 94. Kurt Hovelijnck - 95. Egidijus Juodvalkis - 96. Baptiste Planckaert - 97. Kevin Peeters - 98. Maxime Vantomme           | - 101. Florian Vachon - 102. Renaud Dion - 103. Armindo Fonseca - 104. Arnaud Gérard - 105. Jean-Marc Bideau - 106. Erwann Corbel - 107. Benjamin Le Montagner - 108. Jean-Luc Delpech             | - 111. Stefan van Dijk - 112. Benjamin Verraes - 113. Staf Scheirlinckx - 114. Roy Jans - 115. Jempy Drucker - 116. Tim de Troyer - 117. James Vanlandschoot - 118. Grégory Habeaux        |
| Auber 93 | Topsport Vlaanderen-Baloise | Roubaix Lille Métropole |
| - 121. Fabien Bacquet - 122. Nicolas Bazin - 123. Flavien Dassonville - 124. Guillaume Facon - 125. Mathieu Drujon - 126. Dimitri Le Boulch - 127. Stéphane Rossetto - 128. Steven Tronet       | - 131. Laurens De Vreese - 132. Tom Van Asbroeck - 133. Pieter Vanspeybrouck - 134. Jelle Wallays - 135. Sven Vandousselaere - 136. Michael Van Staeyen - 137. Gijs Van Hoecke - 138. Tim Declercq | - 141. Loïc Desriac - 142. Rudy Kowalski - 143. Kevin Lalouette - 144. Maxime Le Montagner - 145. Cyrille Patoux - 146. Franck Vermeulen - 147. Boris Zimine                               |
| Unitedhealthcare Pro Cycling | Vélo-Club La Pomme Marseille | An Post-Chainreaction |
| - 151. Ben Day - 152. Davide Frattini - 153. Adrian Hegyvary - 154. Aldo Ino Ilešič - 155. Kiel Reijnen - 156. Luke Keough - 157. Martyn Irvine                                                 | - 161. Julien Antomarchi - 162. Thomas Rostollan - 163. Benjamin Giraud - 164. Thomas Vaubourzeix - 165. Yannick Martinez - 166. Jason Bakke - 167. Christopher Jennings - 168. Justin Jules       | - 171. Niko Eeckhout - 172. Steven van Vooren - 173. Mark McNally - 174. Ronan McLaughlin - 175. Nicolas Vereecken - 176. Alphonse Vermote - 177. Niels Wytinck - 178. Sean Patrick Downey |
| Team RusVelo | | |
| - 181. Pavel Kotsjetkov - 182. Sergej Klimov - 183. Ilnoer Zakarin - 184. Aleksandr Mironov - 185. Artjom Ovetsjkin - 186. Sergej Pomoshnikov - 187. Aleksandr Serov - 188. Andrej Solomennikov | | |

## Etappe-overzicht
| Etappe | Datum      | Start      | Finish            | Afstand      | Winnaar             | Klassementsleider   |
| ------ | ---------- | ---------- | ----------------- | ------------ | ------------------- | ------------------- |
| 1e     | 30 januari | Bellegarde | Beaucaire         | 154 km       | Michael Van Staeyen | Michael Van Staeyen |
| 2e     | 31 januari | Nîmes      | Saint-Ambroix     | 147 km       | Bryan Coquard       | Michael Van Staeyen |
| 3e     | 1 februari | Bessèges   | Bessèges          | 152 km       | Jérôme Cousin       | Jérôme Cousin       |
| 4e     | 2 februari | Sabran     | Pont-Saint-Esprit | 154 km       | Bryan Coquard       | Jérôme Cousin       |
| 5e     | 3 februari | Alès       | Alès              | 69 km        | Samuel Dumoulin     | Jérôme Cousin       |
| 6e     | 3 februari | Alès       | Alès              | 9,7 km (ITT) | Anthony Roux        | Jonathan Hivert     |

1971 · 1972 · 1973 · 1974 · 1975 · 1976 · 1977 · 1978 · 1979 · 1980 · 1981 · 1982 · 1983 · 1984 · 1985 · 1986 · 1987 · 1988 · 1989 · 1990 · 1991 · 1992 · 1993 · 1994 · 1995 · 1996 · 1997 · 1998 · 1999 · 2000 · 2001 · 2002 · 2003 · 2004 · 2005 · 2006 · 2007 · 2008 · 2009 · 2010 · 2011 · 2012 · 2013 · 2014 · 2015 · 2016 · 2017 · 2018 · 2019 · 2020 · 2021 · 2022 · 2023 · 2024 · 2025
Etappewedstrijden

 Ster van Bessèges · 
 Ronde van de Middellandse Zee · 
 Ruta del Sol · 
 Ronde van de Algarve · 
 Ronde van de Haut-Var · 
 Driedaagse van West-Vlaanderen · 
 Internationale Wielerweek · 
 Internationaal Wegcriterium · 
 Driedaagse van De Panne-Koksijde · 
 Ronde van de Sarthe · 
 Ronde van Trentino · 
 Ronde van Turkije · 
 Ronde van Asturië · 
 Vierdaagse van Duinkerke · 
 Ronde van Azerbeidzjan · 
 Szlakiem Grodòw Piastowskich · 
 Ronde van Castilië en León · 
 Ronde van Picardië · 
 Ronde van Noorwegen · 
 World Ports Classic · 
 Ronde van Beieren · 
 Ronde van België · 
 Tour des Fjords · 
 Ronde van Estland · 
 Ronde van Luxemburg · 
 Boucles de la Mayenne · 
 Ster ZLM Toer · 
 Ronde van Slovenië · 
 Route du Sud · 
 Ronde van Oostenrijk · 
 Sibiu Cycling Tour · 
 Ronde van Wallonië · 
 Ronde van Portugal · 
 Ronde van Denemarken · 
 Ronde van de Ain · 
 Ronde van Burgos · 
 Arctic Race of Norway · 
 Ronde van de Limousin · 
 Ronde van Poitou-Charentes · 
 Wielerweek van Lombardije · 
 Ronde van Groot-Brittannië · 
 Ronde van Gévaudan Languedoc-Roussillon · 
 Eurométropole Tour
Eendaagse wedstrijden

 GP La Marseillaise · 
 Grote Prijs van de Etruskische Kust · 
 Trofeo Palma · 
 Trofeo Ses Salines · 
 Trofeo Serra de Tramuntana · 
 Trofeo Platja de Muro · 
 Trofeo Laigueglia · 
 Ronde van Murcia · 
 Omloop Het Nieuwsblad · 
 Classic Sud Ardèche · 
 GP Lugano · 
 Clásica de Almería · 
 Kuurne-Brussel-Kuurne · 
 La Drôme Classic · 
 Le Samyn · 
 GP Città di Camaiore · 
 Strade Bianche · 
 Roma Maxima · 
 Ronde van Drenthe · 
 Dwars door Drenthe · 
 Nokere Koerse · 
 GP Nobili Rubinetterie · 
 Handzame Classic · 
 Classic Loire-Atlantique · 
 Grote Prijs van Cholet-Pays de Loire · 
 Dwars door Vlaanderen · 
 Route Adélie de Vitré · 
 Volta Limburg Classic · 
 Grote Prijs Miguel Indurain · 
 Ronde van La Rioja · 
 Scheldeprijs · 
 GP Pino Cerami · 
 Klasika Primavera · 
 Parijs-Camembert · 
 Brabantse Pijl · 
 GP Denain · 
 Ronde van de Finistère · 
 Tro Bro Léon · 
 Ronde van Keulen · 
 La Roue Tourangelle · 
 Rund um den Finanzplatz Eschborn-Frankfurt · 
 Ronde van de Somme · 
 ProRace Berlin · 
 Grote Prijs van Plumelec · 
 Boucles de l'Aulne · 
 Ronde van Zeeland Seaports · 
 Trofeo Melinda · 
 GP Kanton Aargau · 
 Ronde van Limburg · 
 Ronde van de Apennijnen · 
 Halle-Ingooigem · 
 Trofeo Matteotti · 
 Prueba Villafranca de Ordizia · 
 GP Industria & Artigianato-Larciano · 
 Ronde van Toscane · 
 Circuito de Getxo · 
 Polynormande · 
 RideLondon Classic · 
 GP Stad Zottegem · 
 Dutch Food Valley Classic · 
 Châteauroux Classic de l'Indre · 
 Druivenkoers Overijse · 
 Ronde van Veneto · 
 Schaal Sels · 
 Memorial Rik Van Steenbergen · 
 Brussels Cycling Classic · 
 GP Fourmies · 
 Ronde van de Doubs · 
 GP Jef Scherens · 
 Coppa Bernocchi · 
 Coppa Agostoni · 
 GP van Wallonië · 
 Ronde van de Drie Valleien · 
 Kampioenschap van Vlaanderen · 
 Memorial Marco Pantani · 
 Grote Prijs Impanis-Van Petegem · 
 GP van Isbergues · 
 GP Industria & Commercio di Prato · 
 Omloop van het Houtland · 
 Duo Normand · 
 Milaan-Turijn · 
 Ronde van Piëmont · 
 Ronde van het Münsterland · 
 Pro Cycling Marathon · 
 Ronde van de Vendée · 
 Memorial Frank Vandenbroucke · 
 Coppa Sabatini · 
 Parijs-Bourges · 
 Ronde van Emilia · 
 GP Beghelli · 
 Parijs-Tours · 
 Nationale Sluitingsprijs · 
 Ronde van Romagna · 
 Chrono des Nations